# Kontrollierte Wohnraumlüftung

Querschnitt eines Passivhauses mit Lüftungstechnik

Eine kontrollierte Wohnraumlüftung (KWL) ist eine meist elektrisch gesteuerte Lüftung zur definierten Be- und Entlüftung von Wohnungen.
Nach Installationsweise unterscheiden sich
- die dezentrale Lüftung mit mehreren Ventilatoren (Einzelgeräte) und
- die zentrale Lüftung mit Zusammenführung der Lüftungskanäle aus mehreren Räumen zu einem einzelnen Lüftungsgerät (Zentralgerät).

Je nachdem, ob ein Gebläse eingesetzt wird oder nicht, unterscheiden sich
- die maschinelle Lüftung mit Gebläse und
- die kontrollierte natürliche Lüftung als seltener Sonderfall, bei dem der natürliche Luftaustausch durch Konvektion (gegebenenfalls einschließlich Kamineffekt) und Windeinfluss durch Fenster oder andere Öffnungen genutzt und gesteuert wird. Bei der kontrollierten natürlichen Lüftung lassen sich die im Folgenden beschriebenen Varianten zur Luftführung und Wärmerückgewinnung nicht oder nur sehr beschränkt einsetzen.

Die kontrollierte Wohnraumlüftung mit Gebläse kann als Abluftsystem, Zuluftsystem oder als kombiniertes Zu- und Abluftsystem ausgeführt werden.
Bei gleichzeitiger Zuführung von Frischluft und Abführung von Fortluft kann ein Wärmetauscher die Zuluft mit der Wärme aus der Abluft vorheizen. Mithilfe einer Wärmepumpe kann die Abwärme der Abluft zur Beheizung der Zuluft, zur Warmwasserbereitung oder zum Betrieb einer Warmwasserheizung genutzt werden.
Eine unkontrollierte Wohnungslüftung ist die freie Lüftung von Wohnungen mittels Fensterlüftung, Fugenlüftung oder Schachtlüftung.

## Funktion

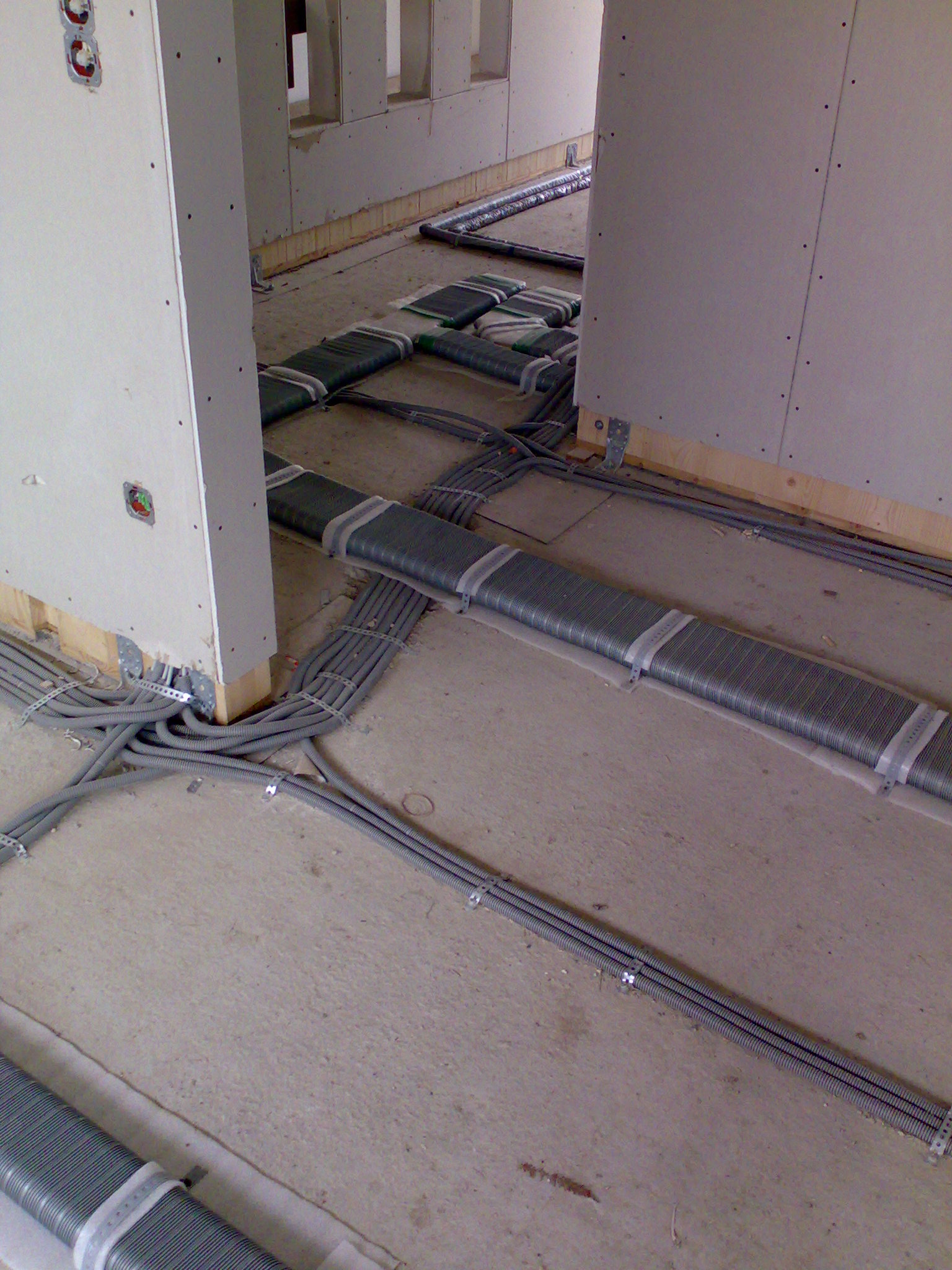
Installation mit Bodenkanälen

Hygienischer Luftwechsel
Der verbrauchte Sauerstoff wird ergänzt. Der Feuchtigkeits- und Kohlenstoffdioxidgehalt wird reduziert. Schadstoffe, die aus neuen Möbeln, Farbanstrichen oder Haushaltsgeräten austreten, werden verdünnt und abgeführt.
Saubere Zuluft
Partikel wie Staub und Pollen sowie Insekten werden durch Luftfilter zurückgehalten. Aktivkohlefilter können auch weitere Luftschadstoffe und Gerüche binden.
Energieeinsparung
Durch die Einhaltung einer definierten Luftwechselrate sowie durch Wärmerückgewinnung reduziert sich der Lüftungswärmeverlust.
Gerüche werden reduziert
Der beständige Zuluftstrom verdünnt Gerüche. Durch die Absaugung der Luft in Bädern, Toiletten und Küchen wird die Geruchsübertragung in andere Räume reduziert.
Schallschutz
Die Fenster brauchen zum Lüften nicht mehr geöffnet zu werden. Die Gebäudehülle kann zum Außenraum hin abgedichtet werden. Die Luftführung durch Kanäle sowie Luftfilter vermindert die eindringenden Geräusche, etwa den Verkehrslärm. Zusätzliche Schalldämmung ist einfach möglich.
Die Anlagen zur kontrollierten Wohnraumlüftungen selbst arbeiten nahezu geräuschlos.
Kühlung der Raumluft
Die (sommerliche) Erwärmung der Räume durch Sonneneinstrahlung oder interne Wärmequellen wird durch den Zuluftstrom reduziert. Bei Überströmung der Luft zwischen Räumen gleichen sich Temperaturunterschiede aus.
Eine entsprechend ausgelegte Lüftungsanlage kann auf verschiedene Arten zur Abkühlung der Wohnräume im Sommer beitragen und helfen, Kosten und Energieeinsatz zum Betrieb einer Klimaanlage zu vermeiden:
- Besitzt die Anlage einen Wärmetauscher zur Wärmerückgewinnung im Winter, so kann dieser im Sommer zur Kälterückgewinnung verwendet werden. Während im Winter meist auch die Übertragung, d. h. die Rückgewinnung der in der Abluft enthaltenen Feuchtigkeit erwünscht ist, um eine übermäßig trockene Wohnraumluft zu vermeiden, so ist dies im Sommer nicht der Fall. Ein gewöhnlicher Wärmetauscher kühlt die einströmende Außenluft und entfeuchtet sie zugleich. Trockene Luft wird bei gleicher Temperatur als weniger belastend empfunden.
- Viele Anlagen verfügen über einen Sommer-Bypass, um in der Nacht den Wärmetauscher zu umgehen. Die kalte Nachtluft strömt dann direkt in die Wohnräume, um diese möglichst effektiv abzukühlen.
- Ein Erdwärmetauscher, der im Winter zur Vorwärmung der Außenluft genutzt wird, kann im Sommer ebenso zur Abkühlung der einströmenden Frischluft dienen.

## Geschichtliche Entwicklung
In den beengten Wohnverhältnissen großer innerstädtischer Mietshäuser wurde schon seit langer Zeit die Schachtlüftung angewendet, also eine Zwangslüftung über senkrecht durchs Gebäude laufende Lüftungsschächte. Demgegenüber genügte in den meisten anderen Gebäuden der Luftaustausch, der sich durch die Fugen zwischen Fensterflügeln und Fensterrahmen (Fugenlüftung) sowie durch den von Öfen und Kaminen verursachten Unterdruck ganz von alleine ergab.
In Gebäuden mit Ofenheizung und ungedichteten Fenstern und Türen liegt der sich natürlich einstellende Luftwechsel um bis zu 40-mal höher, als es bei Gebäuden mit abgedichteter Gebäudehülle der Fall ist.
Als Ende des 20. Jahrhunderts immer besser gedämmte Gebäude aufkamen, zeigte sich, dass die Gebäudehülle dieser Häuser so luftdicht ist, dass im Gebäude entstandene Feuchtigkeit (durch Ausatmen, Schwitzen, Kochen, Duschen u. ä.) und Gerüche (Kochen, Toilette) nicht mehr in hinreichendem Maße durch Fugen (an den Rahmen von Fenstern und Türen, an Rollladenkästen, durch Kellerfenster u. ä.) nach draußen gelangen und dass umgekehrt zu wenig Außenluft („Frischluft“) ins Haus eintritt. Nicht selten bildete sich in Feuchträumen, speziell im Bad, Schimmel.
Eine Gegenüberstellung von Feuchtequellen und natürlicher (unkontrollierter) Feuchteabfuhr (je in kg) in einem durchschnittlichen 4-Personen-Haushalt verdeutlicht die Notwendigkeit zu lüften:
| Befeuchtung durch …                 | Früher (in kg) | Heute (in kg) | Ursachen                                                                              |
| ----------------------------------- | -------------- | ------------- | ------------------------------------------------------------------------------------- |
| Kochen                              | +1,6           | +1,2          | Es wird weniger aufwendig und insgesamt seltener selbst gekocht.                      |
| Waschen, Duschen, Baden             | +0,4           | +2,4          | Heute hat jede Wohnung eine Dusche oder Badewanne, die häufig täglich genutzt werden. |
| Wäsche waschen & trocknen           | +0,4           | +1,2          | Vollautomatische Waschmaschinen verführen zu häufigem Waschen.                        |
| Ausatmen & Verdunstung der Bewohner | +2,0           | +1,6          | Weniger Menschen teilen sich eine Wohnung.                                            |
| Pflanzen gießen                     | +1,6           | +2,1          | Es gibt mehr Zimmerpflanzen als früher.                                               |
| Summe                               | +6,0           | +8,5          |                                                                                       |
| Entfeuchtung durch …                | Früher (in kg) | Heute (in kg) | Ursachen                                                                              |
| Fenster und Türen                   | −3,0           | −0,5          | Fugendichtungsprofile behindern heute den Luftaustausch.                              |
| Offene Feuerstelle, Kamin, Ofen     | −3,0           | ±0,0          | Der Unterdruck im Schornstein sorgte für einen ständigen Abluftstrom.                 |
| Bilanz                              | ±0,0           | +8,0          | (kg Wasser je Tag)                                                                    |

Wie luftdicht eine Gebäudehülle ist, kann man durch einen Blower-Door-Test ermitteln. In vielen Altbauten bewirken alte Fenster und Türen, dass – gerade bei Wind und/oder Kälte – der Luftaustausch zwischen drinnen und draußen hoch ist. Neue Fenster haben zwei oder drei Dichtungsebenen.
Durch die inzwischen sehr viel bessere Wärmedämmung der Gebäudehülle vergrößerte sich der Anteil des Lüftungswärmeverlusts am Gesamtwärmeverlust eines Gebäudes. In Niedrigenergie- und Passivhäusern ist es möglich, auf eine Zentralheizungsanlage ganz zu verzichten, wenn der Wärmeinhalt der Abluft der Zuluft über einen Wärmetauscher wieder zugeführt wird („Wärmerückgewinnung“). Eine elektronische Regelung steuert die Luftmenge und beugt dem Einfrieren des Wärmetauschers vor. Anders als beim Lüften über gekippte oder geöffnete Fenster (Stoßlüftung) ist der Luftwechsel bei automatisierten Anlagen weitgehend unabhängig von Windgeschwindigkeit und -richtung sowie der Temperaturdifferenz zwischen drinnen und draußen.

## Aufbau
Man unterscheidet zwischen zentralen und dezentralen Lüftungsanlagen sowie zwischen nachgerüsteten und Neubau-Anlagen.

### Zentrale Lüftungsanlage
Zentrale Anlagen haben zwei Ausgänge (Fortluft, die nach außen geführt wird; Zuluft, die den Wohnräumen zugeführt wird) und zwei Eingänge (Außenluft, die von außen zugeführt wird; Abluft, die aus den Wohnräumen abgesaugt wird). Zentrale Anlagen sind aufwändiger, denn vom Lüftungsgerät müssen zu jedem Raum Lüftungsleitungen geführt werden:
- Im einfachsten Fall erhalten nur die Schlaf- und Wohnräume Zuluftleitungen und die Abluft wird alleine aus WC, Bad sowie optional aus Flur und/oder Küche abgeführt. Zuluft- und Abluft-Räume werden dann durch schalldämpfende Überströmöffnungen (aktive Überströmer) in Türen oder Wänden verbunden oder die Luft zieht durch den Spalt unter den Türblättern.
- Bei der aufwendigeren Variante ist jeder Raum einzeln regulierbar und hat einen eigenen Zuluft- und einen Abluftkanal.

Die Lüftungsleitungen werden meist im Fußbodenaufbau unter dem Estrich oder über abgehängten Decken installiert. Vertikalleitungen können in gewöhnlichen Installationsschächten, senkrechten Wandaussparungen und eventuell in Kabelschächten oder Zwischenwänden (z. B. aus Gipskarton) verlegt werden.

### Dezentrale Lüftungsanlage
Dezentrale Anlagen eignen sich besonders für die Nachrüstung einzelner Räume, in denen besondere Lüftungsprobleme bestehen (z. B. Bad, Küche, WC). Sinnvoll ist der Einsatz zum Beispiel in Räumen mit hoher Luftfeuchtigkeit und Wärmebrücken an der Außenwand, in Küchen oder anderen Räumen mit regelmäßiger starker Luftverschmutzung wie zum Beispiel in Raucherzimmern. Da dezentrale Lüftungsgeräte nur in einzelnen Räumen angebracht werden, eignen sie sich auch für den nachträglichen Einbau in bestehenden Gebäuden. Oft werden sie neben dem Fenster oder im Bereich der Fensterbank montiert.
Dezentrale Anlagen arbeiten entweder mit einem kleinen Wärmeübertrager (Kreuzstrom- oder Kreuzgegenstromwärmeübertrager als Rekuperator) oder mit einem Regenerator (Wärmezwischenspeicher im zeitversetzten Gegenstromverfahren):
- Geräte mit Wärmeübertrager besitzen zwei Ventilatoren, sodass Zu- und Abluft zugleich in und aus dem Raum strömen. Die Ausblasöffnungen von Fort- und Zuluft sollten den Luftstrom etwas beschleunigt in den Raum blasen und möglichst weit entfernt von den Ansaugöffnungen von Frisch- und Abluft sein, damit es keinen direkten Kurzschluss zwischen ein- und ausströmender Luft gibt.
- Geräte mit Regenerator werden auch als Pendellüfter, Reversier-Lüfter oder Push-Pull-Gerät bezeichnet. Sie können bis ca. −15 °C ohne besondere Frostschutzmaßnahmen betrieben werden. Reversiergeräte sorgen immer einige Minuten lang für Zuluft und schalten dann für einen ebensolangen Zeitraum auf Abluft um. So muss nur ein Rohr durch die Wand geführt werden, in dem sich der Lüftermotor und der Regenerator in Form einer luftdurchlässigen Speichermasse befinden. Die Speichermasse kühlt sich im Winter beim Zuluftbetrieb ab, nimmt anschließend beim Abluftbetrieb die Wärme der Raumluft auf, die beim nächsten Zuluftbetrieb dann wieder an die kalte Außenluft abgegeben werden kann. Durch einfaches Umschalten der Ventilatoren vom Reversierbetrieb zum dauerhaften Zu- oder Abluftstrom kann die Wärmerückgewinnung umgangen werden, ohne dass hierfür ein Bypass vorgesehen werden müsste. Regeneratoren werden in der Regel paarweise eingesetzt, entweder mit je einem Gerät in zwei verschiedenen Zimmern oder mit einem Doppelgerät zur Belüftung eines einzelnen Zimmers. Die Gebläse werden dabei synchronisiert, so dass für einige Minuten immer ein Gerät für Zuluft sorgt, während das andere Gerät zugleich die Abluft abführt. Das Regeneratorprinzip kann auch bei erhöhten Anspruch an die Lufthygiene eingesetzt werden, wenn ein porenfreier Wärmespeicher eingesetzt wird.

### Zentral-dezentrale Anlagen
Eine Mischform sind Anlagen mit dezentralen regulierbaren Zulufteinlässen in jedem Zimmer und einem zentralen Abluftgerät. Die Luft nimmt hier einen ähnlichen Weg, wie in historischen Gebäuden, in denen der Luftaustausch durch den Unterdruck im Kamin (siehe Kamineffekt) bewirkt und die Zuluft durch Spalten von Fenstern und Türen nachgesaugt wurde. Da die heutigen Fenster in der Regel zu dicht sind, werden Zulufteinlässe in Außenwänden oder Fensterrahmen vorgesehen, die meist einen Filter enthalten, der zugleich auch schalldämmend wirkt und den Windeinfluss vermindert. Teilweise ist noch ein Klappenmechanismus enthalten, der die Zuluftöffnung bei starkem Winddruck automatisch verkleinern soll. Mechanismus und Filter erfordern regelmäßige Wartung. Das Abluftgerät wird heute oft mit einer kleinen Wärmepumpe kombiniert, welche die in der Abluft enthaltene Wärme zur Warmwasserbereitung nutzt.

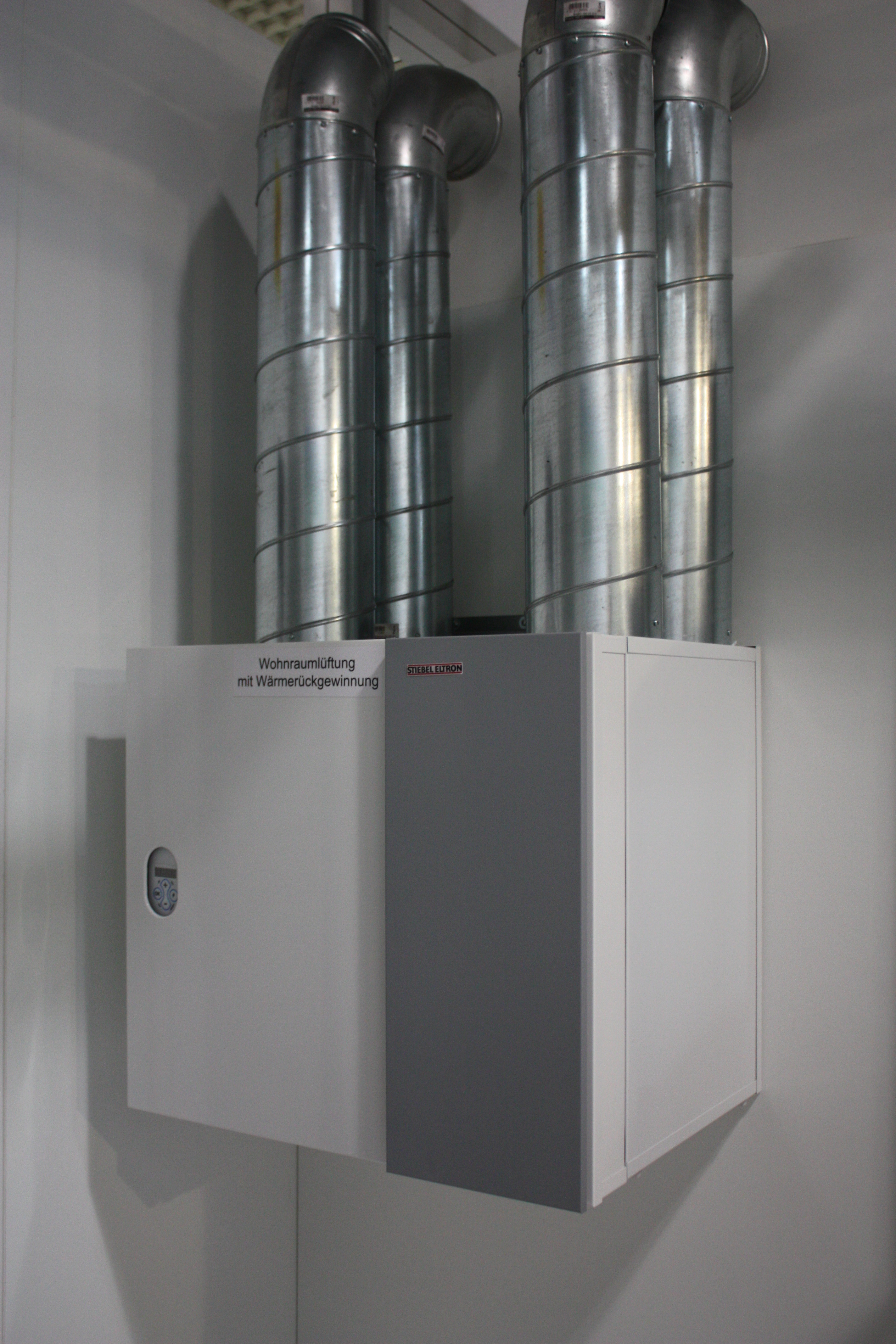
Wohnraumlüftung mit Wärmerückgewinnung WRG (Zentraleinheit)

## Auslegung und Planung einer kontrollierten Wohnraumlüftung

Links: Kreuzstrom-Wärmeübertrager
Mitte: Gegenstrom-Wärmeübertrager
Rechts: Gegenstrom-Wärmeübertrager mit Wabengitter

Die Auslegung einer kontrollierten Wohnraumlüftung nach gefördertem Volumenstrom ist notwendig, um einen Mindestluftwechsel in den Räumen zu gewährleisten. Die Auslegung ist vor allem für programmgeführte Anlagen notwendig, da sie die aktuellen Schadstoffkonzentrationen in den Räumen nicht ausreichend genau messen oder die Außenluftzufuhr nicht regeln können. Die Auslegung hat das Ziel, einen ausreichend erscheinenden Wert (oder mehrere Werte mit groben Abstufungen) für die Frischluftzufuhr zu definieren. Diese Luftmengen werden dann unabhängig von der tatsächlichen Sachlage den Räumen zugeführt. Neuere Anlagen arbeiten bedarfsorientiert bspw. mittels CO2-Regelung und/oder Feuchterückgewinnung, um nicht zu große Mengen Luft zuzuführen, was zu einer unnötigen Austrocknung der Räume führen kann.
Als hygienisch notwendig werden etwa 30 m³ Luftmenge pro Person und Stunde angesehen. Bei vier dauernd anwesenden Personen müssten also etwa 120 m³ pro Stunde ausgetauscht werden; dies entspricht bei 200 m² Wohnfläche und einem Gebäudevolumen von 500 m³ einer Luftwechselrate von 0,2–0,3 h−1.
Bewährt hat sich ein Mindestluftwechsel von 0,3 bis 0,5 h−1 für die Auslegung, pro Stunde kann also ein Drittel bis die Hälfte der in einem Raum vorhandenen Luftmenge ausgetauscht werden. Je größer die Wohnnutzfläche ist und je weniger Personen anwesend sind, desto geringer kann der Mindestluftwechsel ausfallen. Wenn eine Anlage mit Erdwärmeübertragern im Sommer zur Klimatisierung eingesetzt wird, sind grundsätzlich höhere Luftwechselraten anzustreben. Wird die Anlage im Winter mit zu hohem Luftwechsel betrieben, kann dies zu einer Austrocknung der Luft in den Wohnräumen führen, was durch bedarfsorientierte Regelung bzw. Feuchterückgewinnung verhindert werden kann.
Für die Auslegung einer kontrollierten Wohnraumlüftung gibt es unterschiedliche Normen und Empfehlungen. Dazu zählen die ÖNORM H 6038:2014, die EN 15251, die DIN 1946-6:2019 (die u. a. ein Lüftungskonzept fordert), die SIA 382/1, sowie Empfehlungen des Passivhausinstituts oder von komfortlüftung.at.

### Auslegung einer kontrollierten Wohnraumlüftung nach ÖNORM H6038
In der ÖNORM H6038 sind drei Auslegungsarten definiert – die jeweils höchste Auslegung ist anzuwenden:
Raumarten
Badezimmer, auch mit WC benötigen 40 m³/h, eigenständige WC-Räume 20 m³/h, Abstellräume 10 m³/h, Kochnischen und Küchen 40 m³/h. Damit sind kontrollierte Wohnraumlüftungen nicht für den Dunstabzug geeignet.
Personen
Als Mindestaußenluftvolumenstrom gilt 36 m³/h je Person
Luftwechsel
Der erforderliche Mindestluftvolumenstrom errechnet sich mittels der folgenden Formel:
Mindestluftvolumenstrom (in m³/h) = Wohnnutzfläche (in m²) × lichte Raumhöhe (in Meter) × Mindestluftwechsel (wobei der Mindestluftwechsel bei 0,5/h liegen sollte und bei mehr als 150 m² Wohnnutzfläche bis auf 0,3/h verringert werden darf)

### Bauaufsichtliche Richtlinie über die Lüftung fensterloser Küchen, Bäder und Toilettenräume, Stand April 2009
Die Richtlinie in der Fassung vom April 1988 wurde mit der Bekanntmachung des Bayerischen Staatsministeriums des Inneren vom 21. Juli 1997 als Technische Baubestimmung in Bayern eingeführt.
Die Richtlinie bezieht sich auf die § 43 Abs. 1 und § 48 Abs. 1 Satz 2 der Musterbauordnung (MBO) nach der in Wohnungen fensterlose Küchen, Kochnischen, Bäder und Toiletten (fensterlose Räume) nur zulässig sind, wenn eine wirksame Lüftung dieser Räume gewährleistet ist.
Zu diesem Zweck muss jeder fensterlose Raum unmittelbar durch eine mechanische Lüftungsanlage entlüftet werden können und eine Zuluftversorgung haben. Die Lüftungsanlage muss neben der Grundlüftung der fensterlosen Räume in Küchen zusätzlich eine Stoßlüftung ermöglichen und so ausgeführt werden, dass bei Grundlüftung in der Wohnung keine Zugbelästigungen entstehen und keine Gerüche in andere Räume übertragen werden.
| Fensterloser Raum                   | Luftvolumenstrom [m³/h] | Luftvolumenstrom [m³/h] |
| Fensterloser Raum                   | Betriebsfall A1 A1      | Betriebsfall B2 B2      |
| ----------------------------------- | ----------------------- | ----------------------- |
| Küche: - Grundlüftung - Stoßlüftung | 40 200                  | 60 200                  |
| Kochnische                          | 40                      | 60                      |
| Bad (auch mit WC)                   | 40                      | 60                      |
| Toilettenraum                       | 20                      | 30                      |

### Lüftung von Bädern und Toilettenräumen ohne Außenfenster nach DIN 18017-3
Die DIN 18017-3 gilt für die Entlüftung fensterloser Sanitärräume in Wohngebäuden sowie in Gebäuden mit wohnähnlicher Nutzung wie etwa Hotels, Büros, Teeküchen, Wohn- und Altenheime.
Entlüftungsanlagen zur Entlüftung von Bädern (mit/ohne WC) werden wahlweise für folgende planmäßige Mindest-Abluftvolumenströme [qv] ausgelegt:
- 40 m³/h, wenn die Entlüftungsanlage dauernd läuft. Bei geringem Luftbedarf (z. B. nachts) kann der Abluftstrom auf 20 m³/h reduziert werden, jedoch höchstens 12 Stunden täglich.
- 60 m³/h, wenn die Entlüftungsanlage während der Nutzung nach Bedarf gesteuert wird. Bei geringem Luftbedarf (z. B. nachts) kann der Abluftstrom auf einen Tages-Mittelwert von 15 m³/h reduziert werden. Dies gilt nicht für Küchen und Kochnischen. Eine Ventilator-Stillstandszeit bis zu einer Stunde ist zulässig. Im Bad kann die Entlüftung vorübergehend abgeschaltet werden, wenn das Bad nicht zum Trocknen von Wäsche genutzt wird oder eine auf andere Art erhöhte Feuchtbelastung vorliegt und der Wärmeschutzstandard des Gebäudes den Anforderungen Wärmeschutzverordnung 1995 entspricht. Durch eine Nachlaufsteuerung ist sicherzustellen, dass nach jedem Ausschalten des Lüftungsgerätes weitere 15 m³ Luft abgeführt werden.

Die Steuerung nach Bedarf kann bei fensterlosen Räumen durch eine Kopplung der Entlüftungsanlage an die Beleuchtung oder ansonsten durch einen Feuchtesensor umgesetzt werden.
Für Kochnischen und Küchen mit Fenster gelten die oben genannten Abluftvolumenströme entsprechend (siehe hierzu auch DIN 1946-6). Bei reinen Toilettenräumen dürfen die angegebenen Abluftvolumenströme halbiert werden. Bei fensterlosen Bädern und Toiletten kann es sinnvoll sein, die jeweiligen Werte zu verdoppeln.
Soll die Entlüftungsanlage zugleich auch die Lüftung der Wohn- und Aufenthaltsräume übernehmen, können Einzelheiten zur Bemessung und Ausführung der DIN 1946-6 entnommen werden. Dies gilt auch, wenn eine Bonusregelung nach der EnEV in Anspruch genommen wird.

### Stördruck
Die nötigen Abluftvolumenströme dürfen sich durch den Einfluss von Wind und thermischem Auftrieb in vertikalen Lüftungskanälen nicht um mehr als 15 % verändern. Es ist davon auszugehen, dass sich der statische Druck zwischen den entlüfteten Räumen und den Auslassöffnungen in der Gebäudehülle um 40 Pa vergrößert oder verringert. Bei waagerechter Abluftführung kann der Stördruck 60 Pa betragen. Bei gemeinsam genutzten Abluftkanälen soll sich der Volumenstrom am untersten Gerät um höchstens 10 % verringern, wenn alle Lüftungsgeräte aktiv sind.

### Nachströmung der Außenluft
Aus dem zu entlüftenden Raum sollte die Abluft möglichst nahe der Decke abgeführt werden. Der von der Entlüftungsanlage abgesaugte Luftstrom muss sodann durch Luftspalte unter den Innentüren (von ca. 1–3 cm Breite) und anschließend durch Undichtigkeiten der Gebäudehülle nachströmen können (Infiltration). Der Außenluftanteil pro Nutzungseinheit kann auf Grundlage der DIN 1946-6 ermittelt werden. Bei einem nach heutigen Maßstäben luftdicht hergestellten Gebäude werden Außen-Luftdurchlässe (ALD) in der Gebäudehülle notwendig (deren Anzahl und Größe anhand der in der Norm angegebenen Tabellen abgeschätzt werden kann) um eine ausreichende Nachströmung gewährleisten zu können.

### Außenluft-Einlässe
Frischluft-Einlässe sollten nicht oberhalb von Küchen-, Badezimmer- oder Waschküchen-Fenstern angeordnet werden, von wo feuchte Dämpfe aufsteigen können. Ebenso sollten sie nicht oberhalb von Balkonen, Terrassen, Hauseingängen oder anderen Orten platziert werden, wo sich gelegentlich Menschen zum Rauchen aufhalten.

### Entlüftungsleitungen
Die Abluftleitungen sollen mit Gefälle zu einem Punkt hin verlegt werden, an dem sich eventuell entstehendes Kondensat sammeln kann, ohne Schaden anzurichten. Durch eine Wärmedämmung der Leitungen in unbeheizten Räumen kann die Kondensatbildung deutlich reduziert werden. Zwischen den Anschlussleitungen aus den einzelnen Nutzungseinheiten sollte die Hauptleitung senkrecht und ohne Versprünge oder Querschnittsreduzierung geführt werden, sonst ist die Leitungsanlage rechnerisch zu bemessen.

### Rückschlagklappen, Reinigungsöffnungen, Filter und Ventilatoren
Nach jedem Lüftungsgerät ist eine Rückschlagklappe vorzusehen, damit Gerüche und Staub nicht in andere Nutzungseinheiten übertragen werden können. Werden außer Küche und Bad noch weitere Räume innerhalb einer Wohnung angeschlossen, so sind weitere Rückschlagklappen erforderlich. Rückschlagklappen müssen bei einer Druckdifferenz von weniger als 10 Pa dicht schließen. Der Leckluftvolumenstrom darf 0,01 m³/h (10 l/h) bei einer Druckdifferenz von 50 Pa nicht überschreiten. In den Abluftleitungen sind genügend Reinigungsöffnungen mit dichtem Verschluss vorzusehen, um die Abluftleitungen an jeder Stelle leicht reinigen zu können. Filter sollen der Filterklasse G2 nach DIN EN 779 entsprechen. Es soll erkennbar sein, ob die Ventilatoren in Betrieb sind. Der Anhang B zur DIN 18017-3 enthält weitere Hinweise zur Instandhaltung der Anlage.

## Außenluftvorwärmung und Wärmerückgewinnung

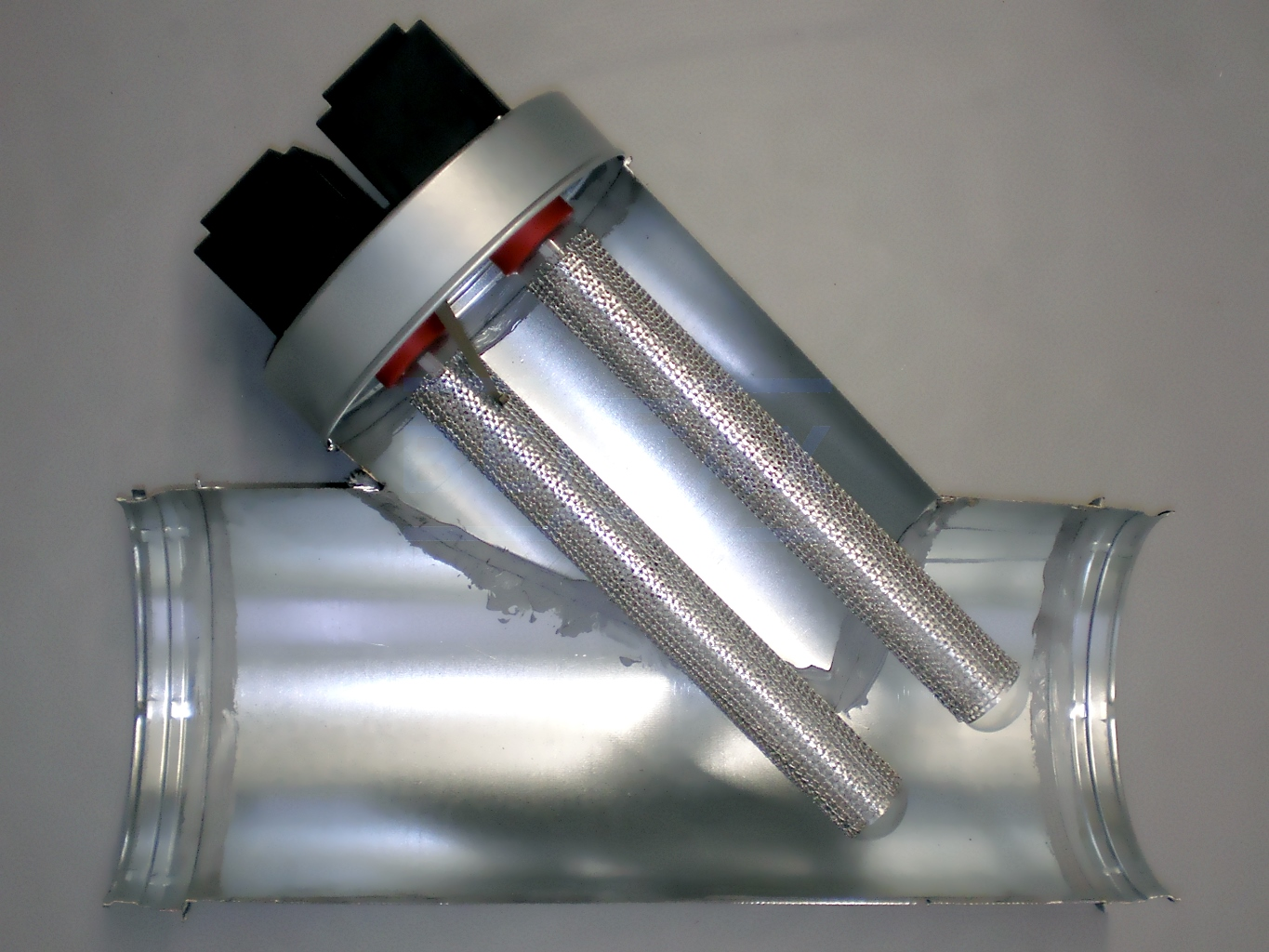
Ausschnitt eines Lüftungskanals mit Ionisationsröhren zur Aufbereitung der Wohnraumluft

Wenn die Lüftungsanlage nicht nur zu hygienischen Zwecken oder zur Entfeuchtung dienen, sondern auch Energie einsparen soll, so bietet es sich an, die in der abgeführten Innenraumluft enthaltene Wärmeenergie zurückzugewinnen. Zu diesem Zweck werden verschiedene Systeme zur Wärmerückgewinnung eingesetzt, die einen Wirkungsgrad von über 90 % erreichen können.
In der Regel lässt sich das Prinzip im Sommer auch umkehren, um dann die dem Gebäude zugeführte Luft abzukühlen.
Zur zusätzlichen Vorwärmung der Außenluft und zur Vermeidung des Einfrierens von passiven Wärmetauschern kann die kostenlos zur Verfügung stehende Erdwärme genutzt werden, da das Erdreich ab einer Tiefe von ungefähr 80 cm ganzjährig frostfrei bleibt.

### Passive Wärmetauscher
Passive Wärmetauscher benötigen in der Regel keine Hilfsenergie. Sie werden gleichzeitig oder nacheinander von Abluft und Außenluft durchströmt, um eine Übertragung der Wärme zwischen beiden Luftströmen zu erreichen. Bei gleichzeitiger Durchströmung wird meist nur die „trockene“ Wärmeenergie rekuperativ übertragen. Bei wechselweiser Durchströmung einer Speichermasse wird auch ein Teil der enthaltenen Luftfeuchtigkeit (regenerativ) übertragen. Das einfache Prinzip der wechselseitigen Durchströmung führte zu Mono-Pipe-Lüftungsgeräten, bei denen zwar die Energieeffizienz der Wärmerückgewinnung hoch ist, aber die Luftqualität vernachlässigt wird. Eine Erklärung des Prinzips mit hoher Effizienz auch bei der Erhaltung von Luftqualität findet sich in den originalen Patentschriften.
Zur Vorwärmung der Außenluft kann ein Erdwärmetauscher vorgeschaltet werden. Dadurch lässt sich auf ein zusätzliches Heizregister verzichten, das ansonsten oft bei Außentemperaturen unter null Grad eingesetzt wird, um ein Absinken der Zulufttemperatur auf unter 18 °C zu vermeiden.
In der kalten Jahreszeit kondensiert die in der Abluft enthaltene Luftfeuchtigkeit im Wärmetauscher und muss abgeführt werden. Ab einer gewissen, vom verwendeten System abhängigen Außenlufttemperatur beginnt das Kondensat einzufrieren und blockiert den Wärmetauscher. Ab diesem Punkt vermindert sich der Wirkungsgrad des Systems drastisch, da entweder der Wärmetauscher umgangen oder zusätzliche Energie eingesetzt werden muss, um den Wärmetauscher aufzuwärmen. Besonders auch zur Vermeidung des Einfrierens bietet es sich an, dem eigentlichen Abluft-Außenluft-Wärmetauscher einen Erdwärmetauscher vorzuschalten.
Die Vorwärmung lässt sich auf einfache Weise erreichen, indem die Außenluft zunächst durch Rohrleitungen in einer Tiefe von mindestens 1,2 m im Erdreich geführt wird, bevor sie ins Gebäude eintritt. Dabei ist aus hygienischen Gründen darauf zu achten, dass sich die unterirdisch verlegten Rohre reinigen lassen und ein Gefälle vorgesehen wird, um die Ansammlung von Kondensat zu vermeiden.
Eine hygienischere und leichter zu verlegende, aber mit größerem technischen Aufwand und Kosten verbundene Alternative sind Sole-Erdwärmetauscher, bei denen statt Lüftungsrohren, Sole-Leitungen im Erdreich verlegt werden. Sole bezeichnet ein Gemisch aus Wasser und Frostschutzmittel, das durch eine Umwälzpumpe zu einem Sole-Luft-Wärmetauscher transportiert wird, um dort die in der Erde aufgenommene Wärmeenergie an die Außenluft abzugeben.
Der winterliche Frostschutz der Lüftungsanlage kann, sofern diese nicht zum Heizen des Gebäudes verwendet wird, auch über einen intermittierenden Betrieb erreicht werden. 
Empfindliche Menschen können einen Pollen- und Feinstaubfilter sowie eine Feuchterückgewinnung als Option wählen.

### Aktive Wärmetauscher

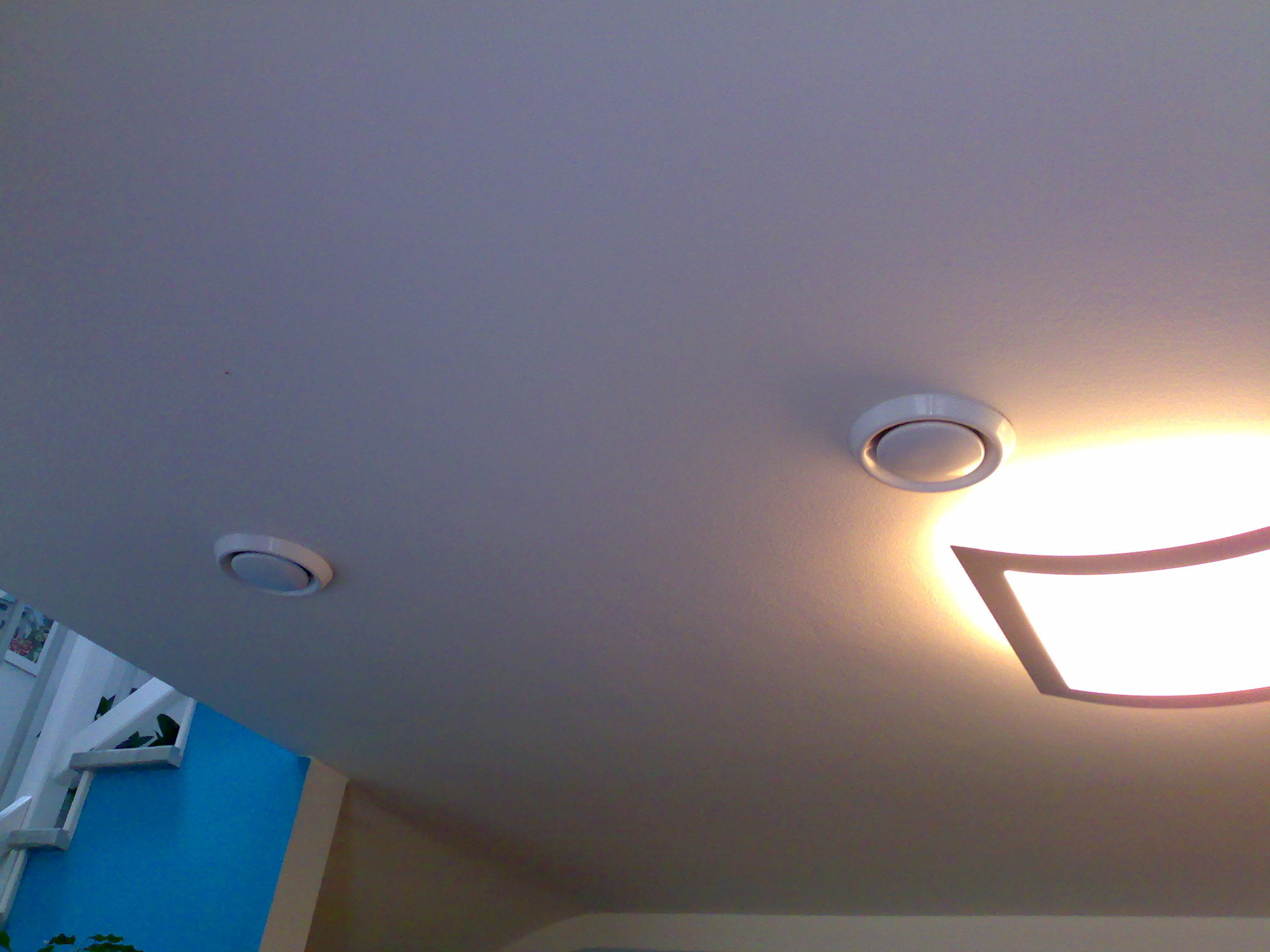
Lüftungsein- bzw. auslässe

Mithilfe einer Wärmepumpe lässt sich dem abgeführten Luftstrom bzw. dem Erdreich noch eine deutlich größere Wärmemenge entnehmen. Dabei werden diese über die jeweils vorliegende Temperatur der Außenluft hinaus abgekühlt bzw. aufgewärmt, wenn die Wärmepumpe im Sommer zum Kühlen der Außenluft eingesetzt wird.
Die sehr geringe Heizlast eines Passivhauses erlaubt in der Regel eine Beheizung ausschließlich über die Lüftungsanlage. Dies erfolgt häufig über einen Wasser-Luft-Wärmeübertrager, ein elektrisches Nachheizregister oder eine integrierte Wärmepumpe. Die Zuluft darf nicht über 50 bis 52 °C aufgeheizt werden, da es sonst zu einer Geruchsbelästigung durch Staubverschwelung kommen kann. Bei einem allzu großen Wärmebedarf des Gebäudes müsste also der Lüftungsvolumenstrom soweit gesteigert werden, dass es zu Geräuschbelästigungen, trockener Innenraumluft und Zugerscheinungen kommen kann.
In einem richtig ausgeführten Passivhaus reicht die hygienisch vorteilhafte Luftwechselrate von 0,4 h−1 auch bei tiefsten Außentemperaturen aus, um dem Gebäude die erforderliche Heizleistung zuzuführen. Diese Luftwechselrate besagt, dass ein Gebäude mit 1000 m³ zu belüftendem Volumen mit einem Zuluftvolumenstrom von 400 m³/h versorgt werden müsste.

## Vorteile
- Durch den Einsatz einer Wärmerückgewinnung wird die Außenluft durch die Abluft im Winter vorgeheizt, im Sommer vorgekühlt. Bei Rückwärmzahlen von 60–80 % ist der Lüftungswärmeverlust nur ein Bruchteil, verglichen mit der Fensterlüftung oder dem Betrieb ohne eine Wärmerückgewinnung (WRG).
- Gefilterte Außenluft mit Luftfilter (Feinstaub, Pollen etc.)
- Abtransport von Schadstoffen und Gerüchen (Kohlendioxid CO2, Luftfeuchte, Ausdünstung etc.)
- reduziertes Infektionsrisiko, verbesserte Konzentrationsfähigkeit, Vermeidung von Kopfschmerzen[13] und positive Auswirkung auf das Behaglichkeitsempfinden[14]
- Stark geminderte Gefahr von Schimmelbildung im Wohnraum
- Gehemmtes Hausstaubmilbenwachstum
- Bei Außenlärmbelastung können die Fenster bei gleichzeitiger Frischluftversorgung geschlossen bleiben
- Kühlung und leichte Entfeuchtung der Außenluft im Sommer, sowie Vorwärmung der Luft im Winter mit Erdwärmetauscher – eine KWL ist zwar keine Klimaanlage, dennoch kann sie im Sommer die Raumtemperatur leicht absenken und die Zuluft etwas entfeuchten, was als sehr erfrischend empfunden wird – vor allem, wenn gerade schwüles Sommerwetter herrscht oder bei starken Temperaturschwankungen im Winter

## Nachteile
Waren vorher bei mangelnder Lüftung oft Probleme mit zu hoher Luftfeuchtigkeit und dadurch mögliches Auftreten von Schimmel vorhanden, so beobachtet man heute in den Wintermonaten Raumluft mit relativer Luftfeuchte von weniger als 30 %. Grund dafür ist, dass die angesaugte kalte Außenluft nach der Erwärmung eine sehr niedrige relative Luftfeuchte besitzt. Dagegen kann man Luftbefeuchter einsetzen; diese bringen mittels Verdunstung oder Verdampfung Feuchtigkeit in die Luft.
Technisch aufwändigere KWL-Anlagen beinhalten eine Luftbefeuchtung. Diese kann – genauso wie Verdunster an Heizkörpern – mikrobiell verkeimen. Ebenso gibt es KWL-Anlagen, die neben der Wärme auch die Luftfeuchtigkeit zurückgewinnen, beispielsweise mittels Enthalpiewärmetauschern. (Siehe auch Hauptartikel Wärmerückgewinnung)
Bei mangelhafter Ausführung der Schalldämmung oder Betrieb auf (zu) hoher Stufe kann der Austritt der Zuluft aus den Austrittsöffnungen Zugluft und/oder Strömungsgeräusche verursachen.
- Regelmäßige Wartung des Filtersystems und zumindest der Abluftleitungen ist notwendig.
- Bei Dauerbetrieb ist der Stromverbrauch des jeweiligen Systems zu berücksichtigen.
- Obwohl heute Anlagen mit einem Wirkungsgrad von über 90 % auf dem Markt sind, ist die propagierte Energieersparnis nicht unbedingt gegeben, denn die Wärmeverluste können bei hohen Luftwechselraten höher sein als im Vergleich zur traditionellen Fensterlüftung, die etwa eine Luftwechselrate von 0,1–0,2 h−1 zusätzlich zu den Gebäudeundichtigkeiten bedeutet.

## Brandschutz
Je nach Bundesland werden ab einer Gebäudehöhe von 6–7 m bis zur Oberkante des Fußbodens der obersten Etage Anforderungen an die Feuerwiderstandsdauer von Installations- und Lüftungsschächten, Lüftungsgeräten und Absperrvorrichtungen gestellt.
Nach der DIN 18017 genügen bei Lüftungsanlagen für WCs oder Bäder Absperrvorrichtungen (Rückschlagklappen) mit einer Brandschutzummantelung um den Einbaukasten des Lüftungsgeräts den Anforderungen des Brandschutzes, wenn zwischen horizontal angeordneter Rückschlagklappe und der Mitte der Einmündung der Anschlussleitung in die Hauptleitung ein Höhenversatz von 150 mm gegeben ist. Im Brandfall schützt dann die in der Anschlussleitung der Lüftungsgeräte befindliche „Kaltluftsäule“ die Rückschlagklappe vor Überhitzung, sodass eine Rauch- und Brandübertragung in andere Räume der gemeinsamen Hauptleitung verhindert wird.
Absperrvorrichtungen für Küchen, Kochnischen und Anlagen in Kombination mit Toiletten und Bädern, bedürfen einer zusätzlichen „aktiven“ Absperrung durch eine federbelastete Metallklappe mit Schmelzlotauslösung oder Ähnlichem.
Geeignete Absperrvorrichtungen müssen neben Anforderungen an Brandschutzklappen nach DIN 4102 weitere Kriterien erfüllen. Entsprechende Absperrvorrichtungen werden mit dem Zusatz „-18017“ hinter der erreichten Feuerwiderstandsdauer gekennzeichnet (z. B. K90-18017). Einzelheiten zur Verwendung sind der bauaufsichtlichen Zulassung zu entnehmen, die u. a. Anforderung an Schachtwände, zulässige Leitungsquerschnitte und Einbaulagen der Absperrvorrichtung enthalten kann.
Falls Schacht oder Vorwandverkleidung die Brandschutzanforderungen nicht erfüllen oder einen größeren Querschnitt als 1000 cm² (entspricht einem Wickelfalzrohr NW 355 mm) haben, wird der Einbau von klassifizierten Deckenschotts zwischen den Etagen nötig.

## Gemeinsamer Betrieb mit raumluftabhängigen Feuerstätten nach DIN 1946-6
Durch den Betrieb des Ventilators darf kein größerer Unterdruck als 4 Pa in der Nutzereinheit auftreten. Dies ist bei der Bemessung der Außen-Wanddurchlässe zu berücksichtigen.
Ein gemeinsamer Betrieb von Lüftungsanlage und raumluftabhängiger Feuerstätte ist nur möglich, wenn eine Sicherheitseinrichtung mit allgemeinem bauaufsichtlichen Verwendbarkeitsnachweis die Lüftungsanlage abschaltet oder eine ausreichend große Öffnung ins Freie freigibt, wenn der Unterdruck im Aufstellraum der Feuerstätte 4 Pa überschreitet.
Ansonsten ist sicherzustellen, dass die Lüftungsanlage nicht angeschaltet wird, wenn die Feuerstätte in Betrieb ist.

## Normen

### Deutschland
Die zum Begriff Wohnungslüftung gehörigen Normen sind:
- DIN V 18599 Energetische Bewertung von Gebäuden – Berechnung des Nutz-, End- und Primärenergiebedarfs für Heizung, Kühlung, Lüftung, Trinkwarmwasser und Beleuchtung:
  - Teil 1: Allgemeine Bilanzierungsverfahren, Begriffe, Zonierung und Bewertung der Energieträger
  - Teil 2: Nutzenergiebedarf für Heizen und Kühlen von Gebäudezonen
  - Teil 3: Nutzenergiebedarf für die energetische Luftaufbereitung
  - Teil 5: Endenergiebedarf von Heizsystemen
  - Teil 6: Endenergiebedarf von Wohnungslüftungsanlagen und Luftheizungsanlagen für den Wohnungsbau[16]
  - Teil 8: Nutz- und Endenergiebedarf von Warmwasserbereitungssystemen

- DIN 1946 Raumlufttechnik
  - Teil 6: Lüftung von Wohnungen – Allgemeine Anforderungen, Anforderungen zur Bemessung, Ausführung und Kennzeichnung, Übergabe/Übernahme (Abnahme) und Instandhaltung

- DIN 4108 Wärmeschutz und Energie-Einsparung in Gebäuden
  - Teil 2: Mindestanforderungen an den Wärmeschutz

- DIN Fachbericht 4108-8 Wärmeschutz und Energie-Einsparung in Gebäuden
  - Teil 8: Vermeidung von Schimmelwachstum in Wohngebäuden

- DIN 4701 Energetische Bewertung heiz- und raumlufttechnischer Anlagen
  - Teil 10: Heizung, Trinkwassererwärmung, Lüftung und das Beiblatt 1: Anlagenbeispiele

- DIN 4719 Lüftung von Wohnungen – Anforderungen, Leistungsprüfungen und Kennzeichnung von Lüftungsgeräten

- EN 12831 Heizsysteme in Gebäuden – Verfahren zur Berechnung der Norm-Heizlast – Nationaler Anhang NA